# Harumafuji Kōhei
Harumafuji Kōhei (en japonés 日馬富士 公平) (nacido el 14 de abril de 1984 en Ulán Bator, Mongolia como Davaanyamyn Byambadorj, en mongol: Даваанямын Бямбадорж) conocido como Ama Kōhei, es un exluchador profesional de sumo. En noviembre de 2008 consiguió ascender a la categoría de ōzeki, segunda más importante en el ranking después del yokozuna. En el último torneo del año 2012 consiguió acceder a yokozuna, al mismo nivel que su compatriota Hakuhō.

## Biografía
Ama Kōhei (en japonés 安馬 公平) (shikona anterior) es conocido por su rapidez de movimientos y por su técnica como es común en otros luchadores de Mongolia. Su padre era luchador en Mongolia y consiguió el equivalente en sumo al grado de sekiwake. Su primera aparición fue en enero de 2001. Y consiguió ascender a la división makuuchi en noviembre de 2004 y hasta komusubi en mayo de 2006. Sin embargo un resultado de 4 - 11 en un torneo lo devolvió al grado de maegashira. En enero de 2007 su padre murió trágicamente en un accidente de tráfico. Volvió sin embargo con un récord de 10 - 5 y promocionó a komusubi en marzo. En mayo de 2007 hizo su debut en sekiwake y tuvo un récord de 8 - 7.
En julio de 2012 ganó su tercer yūshō, obteniendo así su primer zensho-yusho. En septiembre del mismo año ganó su cuarto yusho con otro zensho-yūshō, lo cual le valió el ascenso a yokozuna, siendo el 70° de la historia. Comenzó 2013 ganando el primer torneo del año, y volvió a ganar el título en el torneo de final de año de Fukuoka ganando su sexto título.
En 2017, y tras ganar el torneo de septiembre en Tokio, se publicó que había agredido al luchador mongol Takanoiwa con una botella de cerveza en Tottori. En el siguiente torneo perdió sus dos primeros combates y para el tercero decidió retirarse mientras se investigaba la agresión.

## Historial
| Año (Honbasho) | Hatsu Basho (enero) (ciudad de Tokio) | Haru Basho (marzo) (ciudad de Osaka) | Natsu Basho (mayo) (ciudad de Tokio) | Nagoya Basho (julio) (ciudad de Nagoya) | Aki Basho (septiembre) (ciudad de Tokio) | Kyushu Basho (noviembre) (ciudad de Fukuoka) | Victorias / Derrotas / Ausencias |
| 2001           | Maezumo Hatsu Dohyō 0 - 0             | Jonokuchi 29 Oeste 7 - 0             | Jonidan 22 Este 5 - 2                | Sandanme 88 Oeste 5 - 2                 | Sandanme 53 Este 4 - 3                   | Sandanme 42 Este 4 - 3                       | 25 - 10                          |
| 2002           | Sandanme 8 Oeste 4 - 3                | Sandanme 14 Oeste 7 - 0              | Makushita 15 Oeste 2 - 5             | Makushita 27 Oeste 2 - 5                | Makushita 46 Este 5 - 2                  | Makushita 26 Oeste 2 - 5                     | 22 - 20                          |
| 2003           | Makushita 46 Este 4 - 3               | Makushita 38 Este 5 - 2              | Makushita 23 Este 5 - 2              | Makushita 11 Este 5 - 2                 | Makushita 7 Este 6 - 1                   | Makushita 1 Este 3 - 4                       | 28 - 14                          |
| 2004           | Makushita 2 Oeste 4 - 3               | Jūryō 12 Este 10 - 5                 | Jūryō 7 Este 6 - 9                   | Jūryō 9 Este 9 - 6                      | Jūryō 4 Este 11 - 4                      | Maegashira 14 Oeste 8 - 7                    | 38 - 34                          |
| 2005           | Maegashira 13 Este 8 - 6 - 1          | Maegashira 11 Oeste 9 - 6            | Maegashira 9 Oeste 8 - 7             | Maegashira 8 Este 6 - 9                 | Maegashira 11 Este 9 - 6                 | Maegashira 5 Oeste 7 - 8                     | 47 - 42 - 1                      |
| 2006           | Maegashira 6 Este 9 - 6               | Maegashira 2 Este 8 - 7              | Komusubi 1 Oeste 4 - 11              | Maegashira 4 Este 6 - 9                 | Maegashira 6 Este 11 - 4                 | Maegashira 1 Este 6 - 9                      | 44 - 46                          |
| 2007           | Maegashira 4 Este 10 - 5              | Komusubi 1 Este 8 - 7                | Sekiwake 1 Oeste 8 - 7               | Sekiwake 1 Oeste 7 - 8                  | Komusubi 1 Oeste 10 - 5                  | Komusubi 1 Este 10 - 5                       | 53 - 37                          |
| 2008           | Sekiwake 1 Oeste 9 - 6                | Sekiwake 1 Este 8 - 7                | Sekiwake 1 Este 9 - 6                | Sekiwake 1 Este 10 - 5                  | Sekiwake 1 Este 12 - 3                   | Sekiwake 1 Este 13 - 2                       | 61 - 29                          |
| 2009           | Ōzeki 3 Este 8 - 7                    | Ōzeki 2 Oeste 10 – 5                 | Ōzeki 1 Oeste 14 - 1                 | Ōzeki 1 Este 9 – 6                      | Ōzeki 2 Este 9 – 6                       | Ōzeki 2 Este 9 - 6                           | 59 - 31                          |
| 2010           | Ōzeki 1 Oeste 10 - 5                  | Ōzeki 1 Este 10 - 5                  | Ōzeki 1 Este 9 - 6                   | Ōzeki 1 Oeste 10 - 5                    | Ōzeki 1 Este 8 - 7                       | Ōzeki 2 Este 0 - 4 - 11                      | 47 - 32 - 11                     |
| 2011           | Ōzeki 2 Oeste 8 - 7                   | ─                                    | Ōzeki 2 Oeste 10 - 5                 | Ōzeki 1 Oeste 14 - 1                    | Ōzeki 1 Este 8 - 7                       | Ōzeki 1 Oeste 8 - 7                          | 48 - 27                          |
| 2012           | Ōzeki 2 Oeste 11 - 4                  | Ōzeki 1 Oeste 11 - 4                 | Ōzeki 1 Este 8 - 7                   | Ōzeki 2 Oeste 15 - 0                    | Ōzeki 1 Este 15 - 0                      | Yokozuna 1 Oeste 9 - 6                       | 69 - 21                          |
| 2013           | Yokozuna 1 Oeste 15 - 0               | Yokozuna 1 Este 9 - 6                | Yokozuna 1 Oeste 11 - 4              | Yokozuna 1 Oeste 10 - 5                 | Yokozuna 1 Oeste 10 - 5                  | Yokozuna 1 Oeste 14 - 1                      | 69 - 21                          |
| 2014           | Yokozuna 1 Este 0 - 0 - 15            | Yokozuna 1 Oeste 12 - 3              | Yokozuna 1 Oeste 11 - 4              | Yokozuna 1 Oeste 10 - 5                 | Yokozuna 2 Este 3 - 2 - 10               | Yokozuna 2 Este 11 - 4                       | 47 - 18 - 25                     |
| 2015           | Yokozuna 2 Este 11 - 4                | Yokozuna 1 Oeste 10 - 5              | Yokozuna 1 Oeste 11 - 4              | Yokozuna 1 Oeste 1 - 1 - 13             | Yokozuna 2 Este 0 - 0 - 15               | Yokozuna 2 Este 13 - 2                       | 46 - 16 - 28                     |
| 2016           | Yokozuna 1 Este 12 - 3                | Yokozuna 1 Este 9 - 6                | Yokozuna 2 Este 10 - 5               | Yokozuna 2 Este 13 - 2                  | Yokozuna 1 Este 12 - 3                   | Yokozuna 1 Este 11 - 4                       | 67 - 23                          |
| 2017           | Yokozuna 1 Oeste 4 - 3 - 8            | Yokozuna 2 Este 10 - 5               | Yokozuna 2 Este 11 - 4               | Yokozuna 1 Oeste 11 - 4                 | Yokozuna 1 Oeste 11 - 4                  | Yokozuna 1 Este 0 - 3 - 12                   | 37 - 23 - 20                     |